# Épeule – Montesquieu
Épeule – Montesquieu – stacja metra w Lille, położona na linii 2. Znajduje się w miejscowości Roubaix, w dzielnicy Épeule - Trichon.
Została oficjalnie otwarta 18 sierpnia 1999.